# Patrick Sarsfield

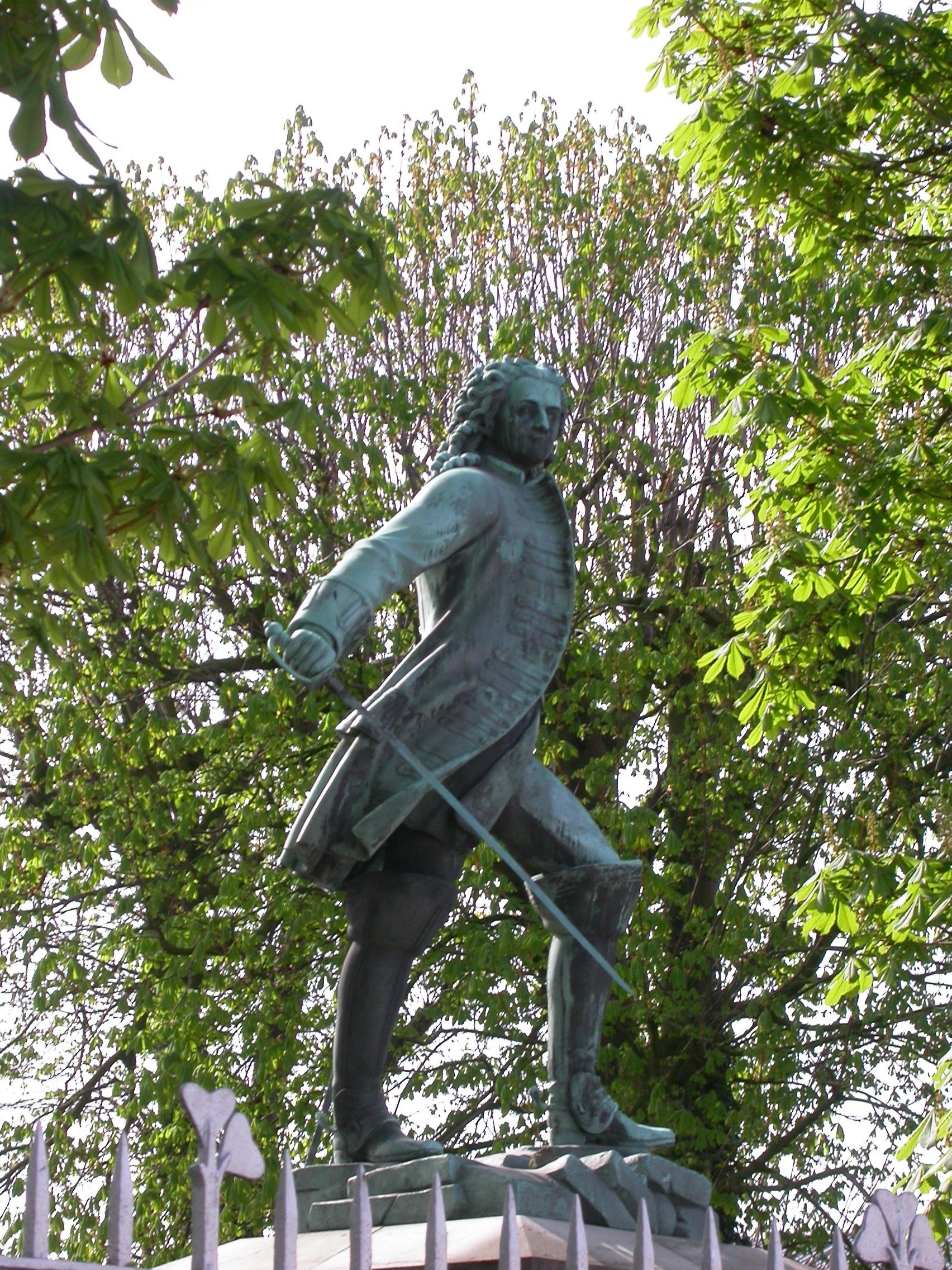
Statue de Patrick Sarsfield à Limerick

Patrick Sarsfield (irlandais : Pádraig Sáirséal), né en 1655 à Lucan (Irlande), mort en août 1693 peu après la bataille de Neerwinden (29 juillet 1693) à Huy (province de Liège dans l'actuelle Belgique), est un militaire irlandais du parti jacobite, qui a combattu au service de Jacques II puis de Louis XIV. 

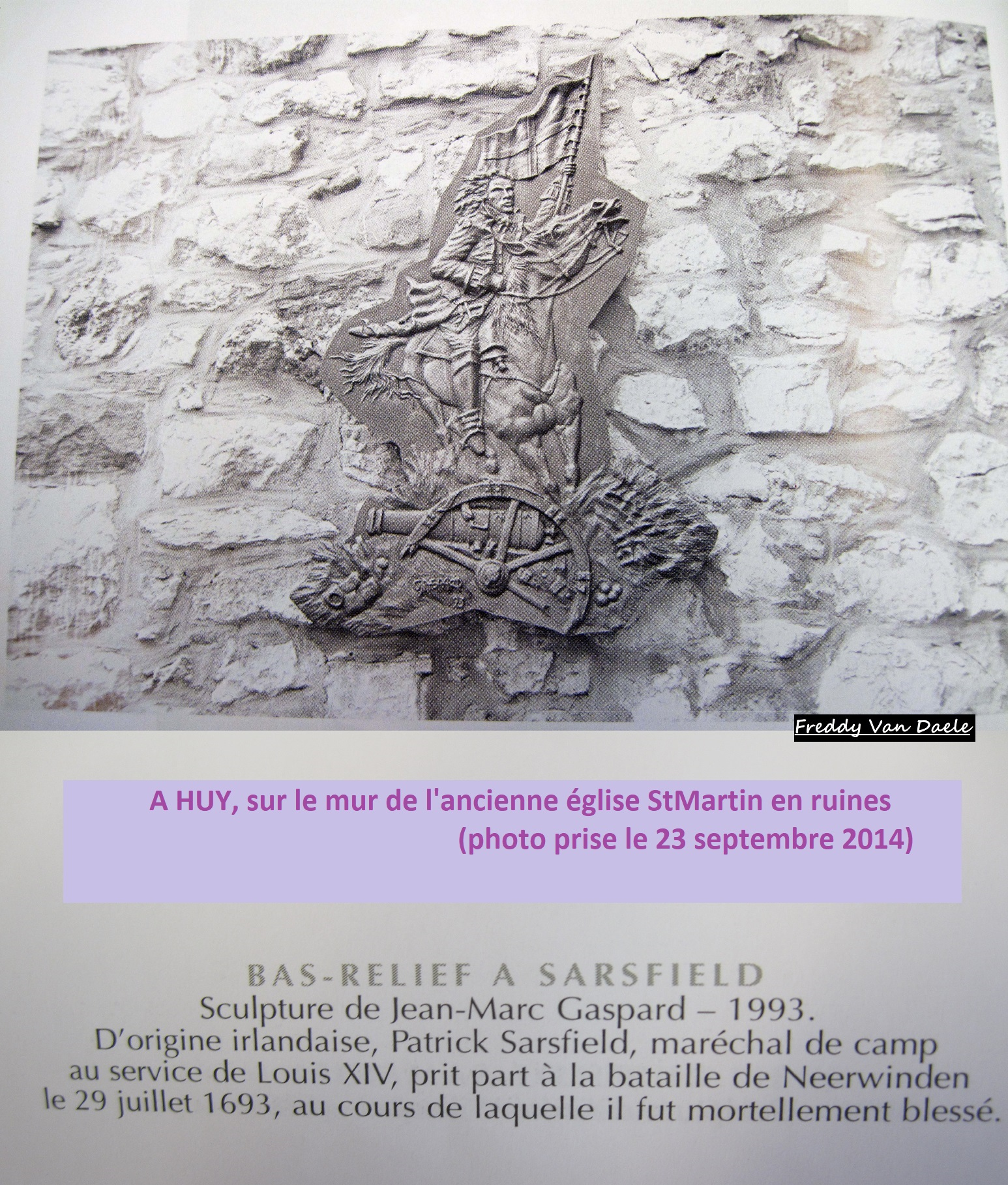
Plaque commémorative de Patrick Sarsfield sur le mur de l'église St-Martin de HUY. Photo FvD

## Biographie

### Origines
Il est issu d'une famille de la petite noblesse irlandaise, étant le fils de Patrick Sarsfield, squire of Lucan. Mais il est aussi le fils d'Anne O'Moore, donc le petit-fils de Rory O'Moore, le chef de la rébellion irlandaise de 1641, à l'origine de l'invasion de l'Irlande par les troupes de Cromwell.
Il accède à la haute noblesse en étant fait 1er comte de Lucan.

### Carrière
Enrôlé très jeune dans  l’armée irlandaise, il combat sous le roi d’Angleterre Jacques II contre le roi des Pays-Bas Guillaume d’Orange.
Il participe à la bataille du Beyne en 1690 et au siège de Limerick. La même année, il est l’un des signataires du Traité de Limerick, mais il est ensuite forcé de s’exiler vers la France en décembre 1691 avec les  « Wild Geese ».
Promu maréchal-de-camp dans l’armée du roi de France  Louis XIV, il prend part à 2 batailles, dont celle de Neerwinden en Belgique où il est blessé, fin juillet 1693, d’une balle dans la poitrine. On le transfère alors à  une trentaine de kilomètres du champ de bataille, à l’hospice d’Aulne, refuge de l’abbaye d’Aulne à Huy où il décède quelques jours plus tard.  
C’est là tout près, en l’église locale de Saint-Martin-en-Outremeuse, qu’il aurait été inhumé incognito au début du mois d'août 1693.

### Au service de Jacques II (1685-1690)
Après l'accession de Jacques II au trône de l'Angleterre en 1685, Patrick Sarsfield sert en Irlande sous les ordres de Richard Talbot. Quand Jacques II est renversé et s'exile en France en 1688, il est suivi par Patrick Sarsfield, qui revient avec lui en Irlande l'année suivante. Débarquant à Kinsale, il prend Sligo puis l'ensemble du Connaught. Il est promu commandant de cavalerie, puis général de division. Après la défaite de la Boyne et le départ de Jacques II pour la France, Sarsfield reste en Irlande pour participer à la défense de Limerick. 
À la suite de ses exploits à Limerick, Jacques II le fait comte de Lucan. Dans la campagne de 1690, Sarsfield tenait une position sous Marquis de Saint Ruth ce qui ne lui a pas permis de participer activement à la bataille d'Aughrim. Lorsque Saint Ruth est tombé, Sarsfield ne pouvait pas transformer la défaite en victoire, mais il a sauvé les Irlandais d'une destruction totale. Dans le deuxième siège de Limerick il a commandé les défenseurs, mais il a constaté qu'une résistance prolongée devenait impossible.[incompréhensible] Sarsfield signe le traité de Limerick qui met fin à la guerre.
Le traité garantit les droits du peuple irlandais et permet à vingt mille soldats irlandais d'émigrer avec Jacques II vers la France.

### Au service de Louis XIV (1690-1693)
Peu de temps après la signature du traité, une flotte française arrive avec des renforts. Ces nouveaux combattants exhortent Sarsfield à dénoncer le traité et à poursuivre la lutte, mais il refuse parce qu'il est engagé sur l'honneur. 
Plus tard, le traité sera violé par les Anglais et remplacé par les lois pénales. Les catholiques irlandais seront dépouillés de leurs terres, persécutés pour leur religion et se verront refuser tous les droits de citoyenneté. C'est sur cette trahison qu'a été créée la légende des oies sauvages (The Wild Geese) : les Irlandais expatriés ont combattu pour les pouvoirs catholiques de l'Europe, notamment la France, de la fin du XVIIe siècle jusqu'à la révolution en 1792.  
Pendant son exil, Patrick Sarsfield revient au service de la France en commandant la Brigade irlandaise. À la bataille de Neerwinden le 29 juillet 1693, il commande l'aile gauche de l'armée du maréchal de Luxembourg, lorsqu'il est mortellement blessé. Comme le raconte le duc de Saint-Simon dans ses mémoires, Sarsfield mourut pendant la bataille.

### Famille et postérité
Il épouse en 1689 Lady Honora de Burke, fille du comte de Clanricarde. De ce mariage naît en avril 1693 un fils, Jacques Sarsfield, 2e comte de Lucan, qui meurt en 1718 sans enfant, et, selon certaines sources, une fille. Sa veuve se remarie en 1695 avec le duc de Berwick, ils ont un fils et elle décède en 1698.